# (32950) 1996 CA1
1996 CA1 (asteroide 32950) é um asteroide da cintura principal. Possui uma excentricidade de 0.16435770 e uma inclinação de 26.77894º.
Este asteroide foi descoberto no dia 10 de fevereiro de 1996 por Beijing Schmidt CCD Asteroid Program em Xinglong.